# Еван Продрому
Еван Продрому (англ. Evan Prodromou, нар. 14 жовтня 1968 року) розробник програмного забезпечення та прихильник відкритого коду. Його основними досягненнями є Wikitravel (разом з Мішель Енн Дженкінс), Identi.ca, та StatusNet.
2015 року запустив Fuzzy.ai, сервіс штучного інтелекту для розробників.

## Біографія
Еван народився в Цинциннаті, штат Огайо, США, виріс у Техасі та Каліфорнії. Потім він жив в Амстердамі, Сан-Франциско та Лісабоні, а зараз мешкає в Монреалі.
Закінчив Каліфорнійський університет у Берклі у 1990 році (фізика, англійська мова), наприкінці 1990-х років працював у Microsoft та різних компаніях, що займаються веб-розробкою. 2003 року заснував Wikitravel, а у 2007 році - компанію Control Yourself, яка розробила програмне забезпечення для сервісу мікроблогів Identi.ca. Пізніше Control Yourself було перейменовано на Laconica, в 2010 на StatusNet і нарешті, на GNU social у 2012 році. У грудні 2012 року Продрому заснував нову компанію, E14N.com, щоб розробити нову соціальну медіа-платформу Pump.io.
Prodromou є прихильником вільного та відкритого програмного забезпечення та вільної культури. Він виступав з доповідями на конференціях з програмного забезпечення, і є головою і входить в федеративну групу спільнот консорціуму всесвітньої павутини (W3C) з питань соціальної мережі Інтернет. Еван є співредактором ActivityPub, стандарту W3C для децентралізованих соціальних мереж.
Еван - син Става Продрому, одружений з Мішель Енн Дженкінс. У них двоє дітей.

## Проєкти
Над цими проектами працює або працював Еван Продрому:
- fuzzy.ai
- Breather (company)
- Pump.io
- E14N.com (раніше "Control Yourself", "Laconica" та StatusNet)
- Identi.ca
- Wikitravel
- Vinismo
- kei.ki
- certifi.ca
- Heat.net